# Richard Harding Poff
Richard Harding Poff, född 19 oktober 1923 i Radford, Virginia, död 27 juni 2011 i Tullahoma, Tennessee, var en amerikansk republikansk politiker och jurist. Han representerade Virginias sjätte distrikt i USA:s representanthus 1953–1972.
Poff, som deltog i andra världskriget i USA:s arméflygvapen, avlade juristexamen vid University of Virginia. Han blev först invald i representanthuset i kongressvalet 1952 och avgick 1972 från kongressen för att tjänstgöra som domare i Virginias högsta domstol.